# 하리에트 안데르손
하리에트 안데르손(스웨덴어: Harriet Andersson, 1932년 2월 14일 ~ )은 스웨덴의 배우이다. 제9회 굴드바게상 여우주연상 수상자이다.

## 출연 작품
- 사운드 오브 사일런스 (2013)
- 도그빌 (2003)
- 해피 엔드 (1999)
- 하늘 저편에 (1993)
- 고모론 (1992)
- 화니와 알렉산더 (1982)
- 데이 더 크라운 크라이드 (1972)
- 외침과 속삭임 (1972)
- 걸즈 (1968)
- 침묵의 살인 (1967)
- 러빙 커플 (1964)
- To Love (1964)
- 이 모든 여인들 (1964)
- 창문을 통해 어렴풋이 (1961)
- 한여름 밤의 미소 (1955)
- 톱밥과 금속 조각 (1953)
- 모니카와의 여름 (1953)